# Libertarians for Life
De Libertarians for Life, L4L (Nederlands: Libertariërs voor het Leven) vormen een belangengroepering (caucus) binnen de Libertarian Party of the United States (Libertarische Partij van de Verenigde Staten). L4L werd in 1976 opgericht door Doris Gordon uit protest tegen de groeiende pro-choice-lobby binnen de Libertarian Party.
De Libertarians for Life zijn pro-life, dat wil zeggen over het algemeen tegen abortus provocatus. L4L zien abortus als een misdaad en verwerpen de gedachte "baas in eigen buik." L4L ziet geen verschil tussen een embryo en een geboren kind.
Libertarians for Life beroept zich overigens niet op religie in haar verzet tegen abortus maar op wetenschappelijke argumenten.
Tegenhanger van L4L binnen de Libertarian Party zijn de Pro-Choice Libertarians.
Binnen de Libertarian Party zijn zowel voor- als tegenstanders van abortus te vinden. De partij noemt het een "gevoelig onderwerp" en gelooft dat "de regering zich niet met het vraagstuk moet bemoeien." De partij erkent dat er zowel libertariërs zijn die voor als tegen abortus zijn.